# Castello di Vidim
Il castello di Vidim (in ceco Zámek Vidim) si trova nel territorio del comune omonimo, Distretto di Mělník nella Boemia Centrale della Repubblica Ceca. L'antico castello risalente al XIV secolo e ricostruito in stile neobarocco nel XIX secolo è inserito in un vasto giardino e dalla seconda metà del XX secolo è divenuto sede di una casa di riposo.

## Storia

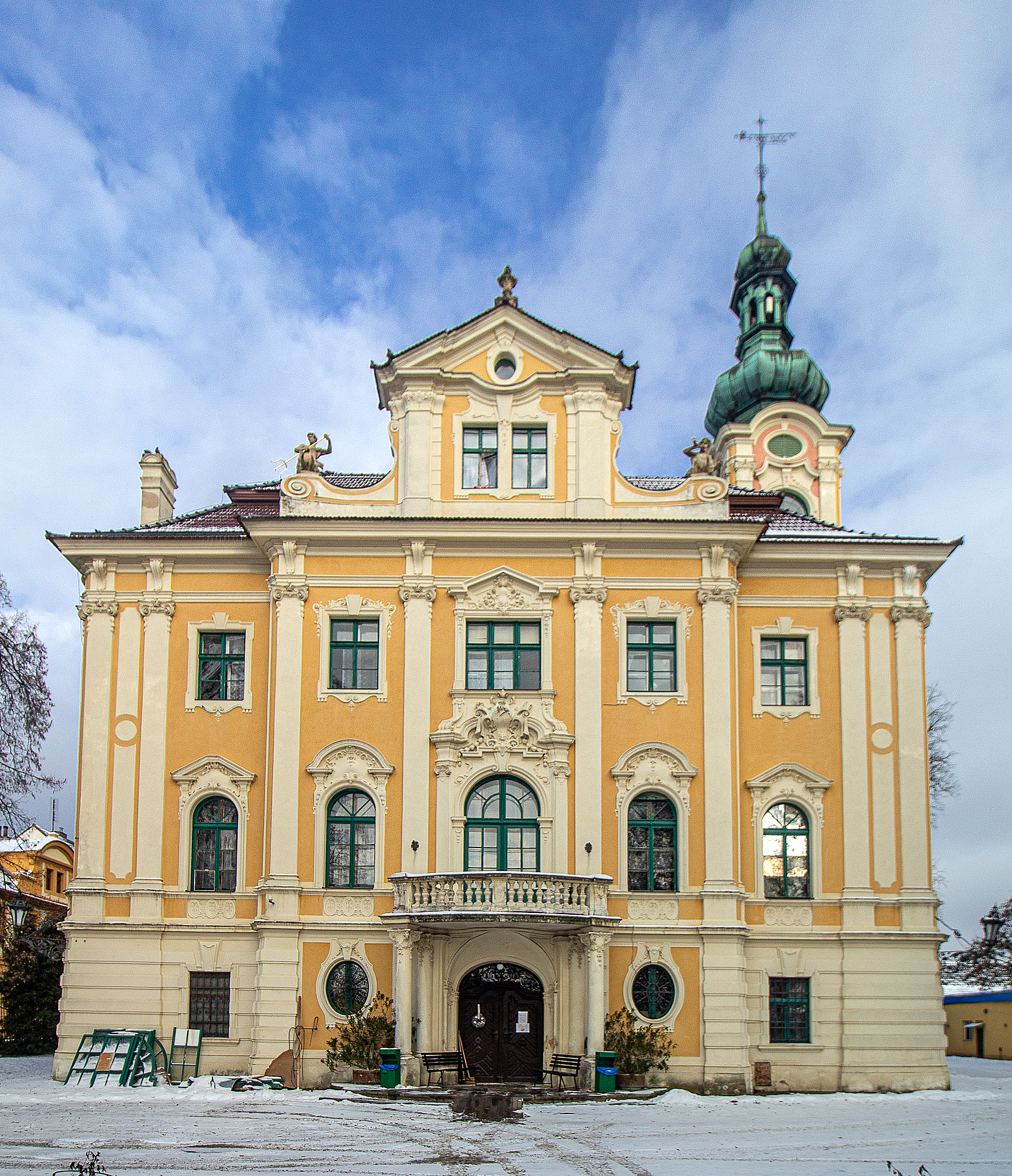
Grande facciata anteriore in stile neobarocco, caratterizzata dal grande portale monumentale con balconata al primo piano e conclusa dal piccolo frontone centrale. Sulla destra si alza la torre con cuspide a cipolla

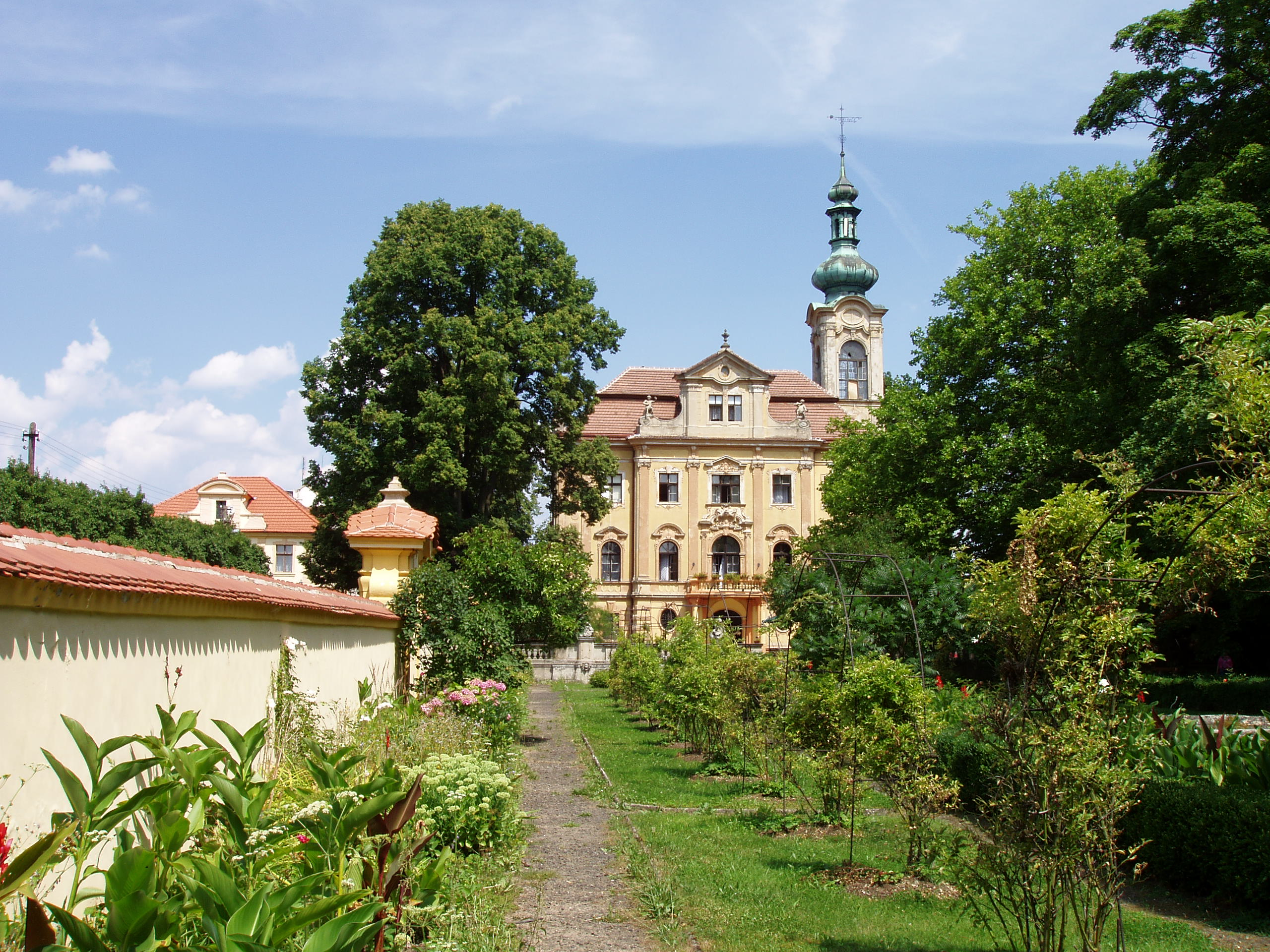
Castello di Vidim con parte del suo giardino

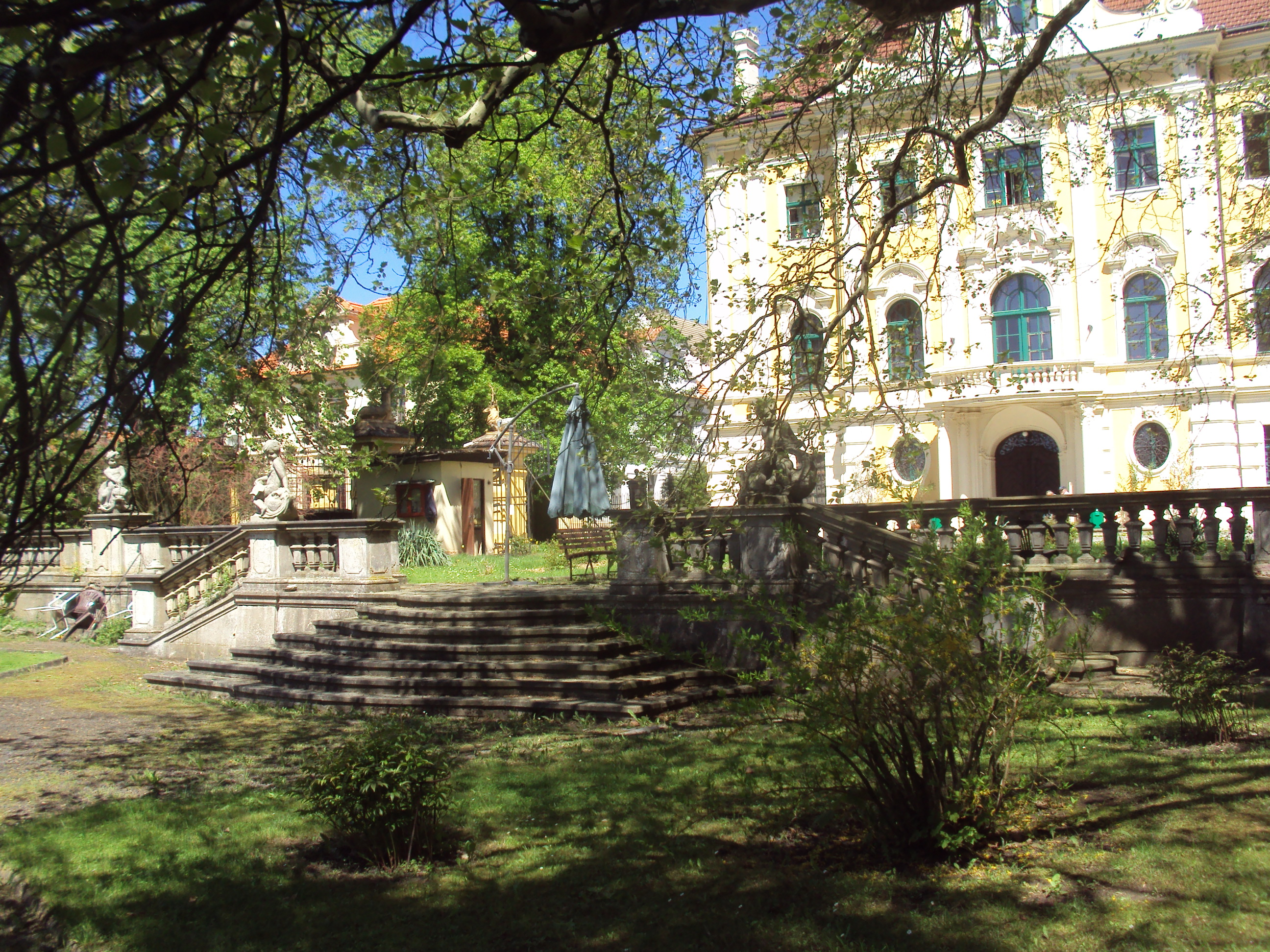
Facciata posteriore del castello che si affaccia sul parco

Sul sito sin dal XIV è stata presente una fortezza i cui primi proprietari furono Půta z Vidimi e i Berk di Dubá. Dopo varie vicende, attorno al 1403, il maniero rientrò nelle pertinenze del castello di Čap. Un secolo più tardi era di proprietà della famiglia Hrzán di Harasov, che in seguito acquistò anche il vicino castello di Kokořín. Nel 1572 divenne una fortezza indipendente e la sua importanza crebbe costantemente. All'inizio del XVII secolo ritornò nelle mani dei Berk di Dubá che tuttavia lo persero presto perché venne loro confiscato. Nel 1620 nella cittadina scoppiò una rivolta contadina e il castello fu incendiato. Nel 1623 fu acquistato da Albrecht von Wallenstein che lo aggiunse ai suoi possedimenti nella Boemia settentrionale. Con la morte di Wallenstein nel 1634 subentrò il generale Jan Böck che ottenne il castello di Vidim insieme a quello di Kokořín, e i suoi discendenti lo mantennero fino al 1700. Durante la guerra dei trent'anni il castello venne parzialmente devastato e nel periodo successivo passò nelle mani dei coloni tedeschi. Nel 1743 fu acquistato dal conte Sweerts-Sporck che completò la sua trasformazione architettonica e vi fece allestire il grande parco all'inglese. Con l'inizio del secolo successivo 1807 la tenuta passò al casato di Arenberg poi alla famiglia Černín di Chudenice per entrare, nel 1904, tra i possedimenti dell'industriale Theodor Grohmann. La famiglia Grohmann lo mantenne fino alla seconda guerra mondiale. Dopo il 1945 nel castello fu fondata una scuola politica, poi un sanatorio infantile e nel 1952 fu fondata una casa di riposo per anziani.

## Descrizione

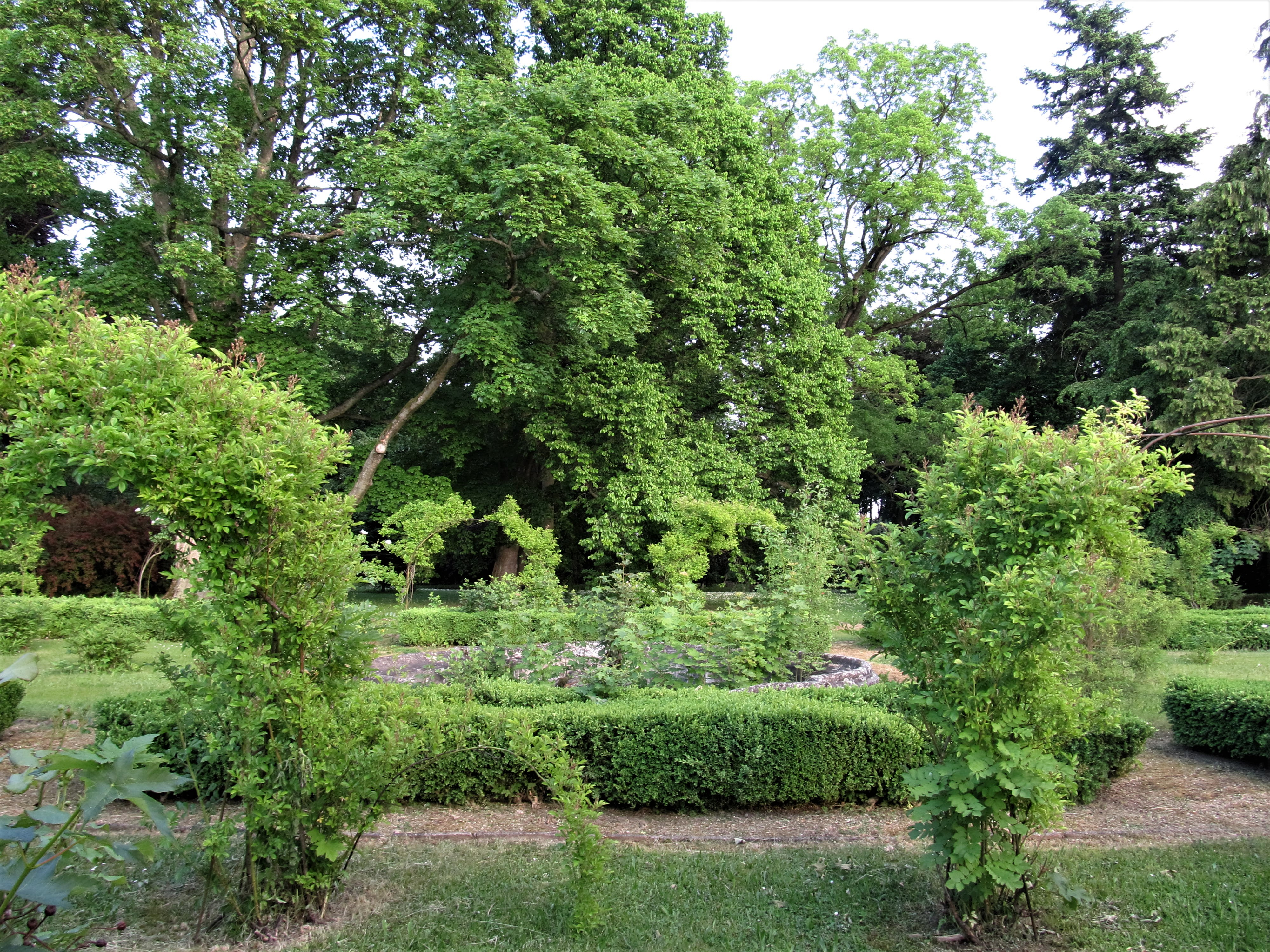
Parco

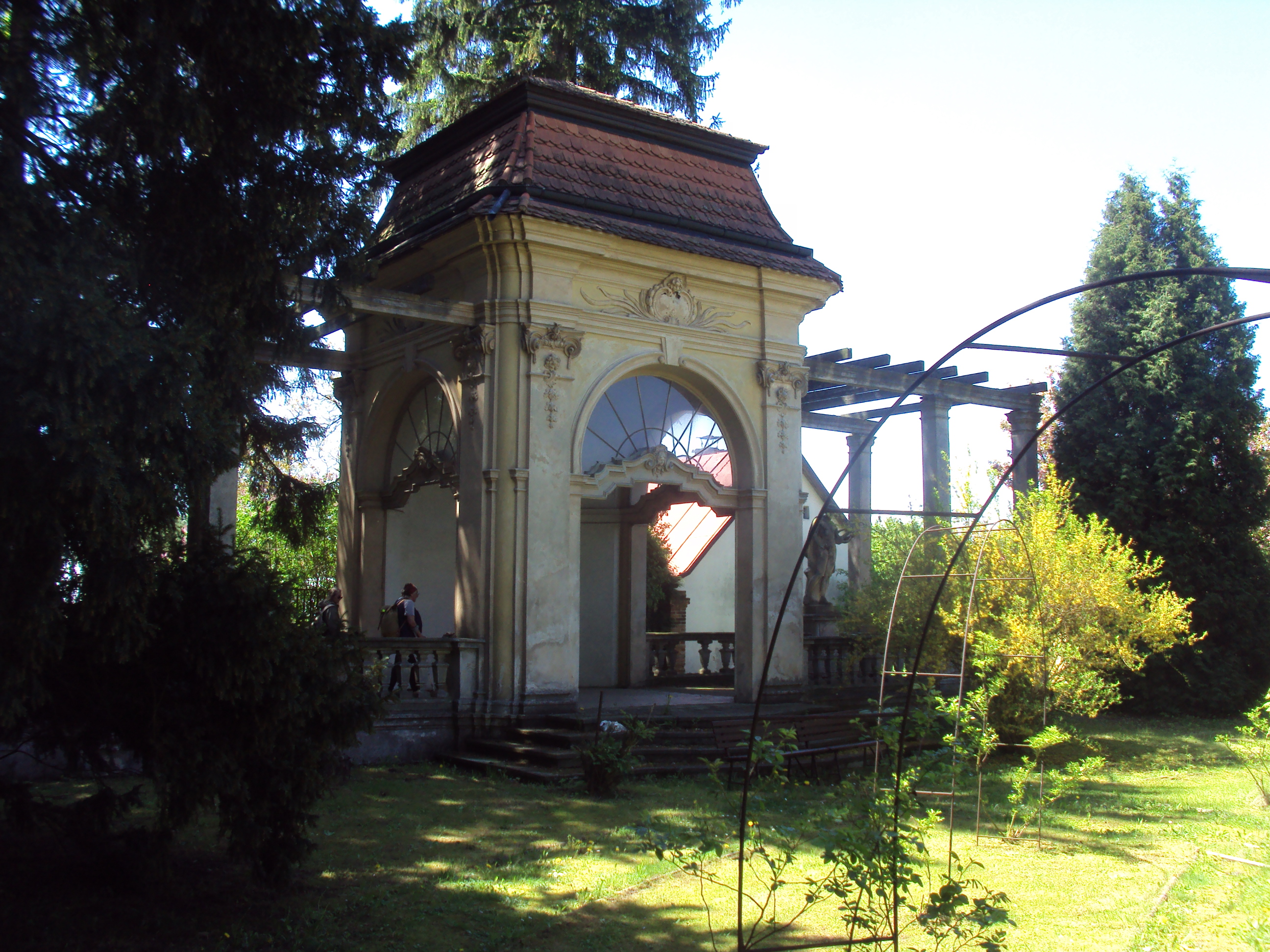
Gazebo nel parco del castello di Vidim

Il castello si trova nell'abitato di Vidim, Boemia Centrale della Repubblica Ceca. Il complesso è composto da castello, grande cortile, giardino, parco, fattoria ed edificio amministrativo. La struttura principale ha pianta rettangolare con alte ali alle due estremità ed è inserita in un vasto giardino arricchito di statue. Il castello si trova nella parte meridionale del paese, di fronte alla chiesa di San Martino. Anche la facciata della fattoria a nord è architettonicamente ricca con grandi cancelli d'ingresso simmetrici. Il giardino è accessibile dal castello con una scalinata, e ospita una fontana con putti e un padiglione da giardino. Nel parco all'inglese sono presenti molti alberi rari. Il parco comunica con uno specchio d'acqua. La parte orientale dell'area è delimitata da una parte da una siepe con ricca decorazione scultorea e dall'altra parte da una moderna recinzione in ferro tra il cancello barocco e la balaustra.

### Monumento culturale della Repubblica Ceca
La tutela dei monumenti della Repubblica Ceca considera l'intera area del complesso del castello di Vidim un monumento culturale tutelato col numero di catalogo 1000137594.